# Forcipomyia fuliginosa
Forcipomyia fuliginosa är en tvåvingeart som först beskrevs av Johann Wilhelm Meigen 1818.  Forcipomyia fuliginosa ingår i släktet Forcipomyia och familjen svidknott. Inga underarter finns listade i Catalogue of Life.